# Dabney Coleman
Dabney Wharton Coleman (ur. 3 stycznia 1932 w Austin, zm. 16 maja 2024 w Santa Monica) – amerykański aktor charakterystyczny. Laureat Złotego Globu 1988 dla najlepszego aktora w serialu komediowym lub musicalu.

## Życiorys

### Wczesne lata
Urodził się w Austin w Teksasie jako syn Mary Wharton (z domu Johns) i Melvina Randolpha Colemana. Dorastał w Corpus Christi. W 1949 wstąpił do Virginia Military Institute, a po dwóch latach studiował filozofię, historię i ekonomię na Uniwersytecie Teksańskim, a potem przez półtora roku studiował prawo. W 1953 został powołany do armii Stanów Zjednoczonych i służył w Europie. Następnie przeniósł się do Nowego Jorku.

### Kariera
W 1961 zadebiutował na Broadwayu w sztuce A Call on Kuprin i na szklanym ekranie jako rezydent w jednym z odcinków serialu kryminalnego ABC Naked City z Paulem Burke. Po raz pierwszy wystąpił na kinowym ekranie w roli Charliego w dramacie Sydneya Pollacka Wątła nić (1965). Wkrótce został obsadzony w rolach nikczemnych egotyków i ujmujących zrzędów. Grał mizoginistycznego szefa Dolly Parton, Lily Tomlin i Jane Fondy w Od dziewiątej do piątej (1980) oraz egoistycznego reżysera oper mydlanych, którego seksistowska postawa zainspirowała tytuł Tootsie (1982). Za rolę „Slapa” Maxwella, egocentrycznego dziennikarza sportowego gazety „The Ledger” w sitcomie ABC The Slap Maxwell Story (1987–1988) zdobył Złoty Glob 1988 dla najlepszego aktora w serialu komediowym lub musicalu.
6 listopada 2014 otrzymał gwiazdę w Alei Gwiazd w Los Angeles.
Zmarł w swoim domu w Santa Monica 16 maja 2024r.

## Filmografia
- Przeznaczone do likwidacji (This Property Is Condemned, 1966) jako sprzedawca
- Łowcy skalpów (The Scalphunters, 1968) jako Jed
- Kłopoty z dziewczynami (The Trouble with Girls, 1969) jako Harrison Wilby
- Szaleńczy zjazd (Downhill Racer, 1969) jako Mayo
- The Brotherhood of the Bell (1970) jako agent Shephard
- Przepustka dla marynarza (Cinderella Liberty, 1973) jako oficer
- Dying Room Only (1973) jako Bob Mitchell
- Savage (1973) jako Ted Seligson
- The President’s Plane Is Missing (1973) jako senator Bert Haines
- Columbo – odc. Podwójny szok (Columbo: Double Shock, 1973) jako detektyw Murray
- Gołąb (The Dove, 1974) jako Charles Huntley
- Petrocelli (gościnnie, 1974-1976)
- Płonący wieżowiec (The Towering Inferno, 1974) jako zastępca szefa
- Bad Ronald (1974) jako pan Wood
- Black Fist (1975) jako Heineken
- Returning Home (1975) jako Al Stephenson
- Z zaciśniętymi zębami (Bite the Bullet, 1975) jako Jack Parker
- Atak terroru (Attack on Terror: The FBI vs. the Ku Klux Klan, 1975) jako Paul Mathison
- The Other Side of the Mountain (1975) jako Dave McCoy
- Bitwa o Midway (Midway, 1976) jako kapitan Murray Arnold
- Kulisty piorun (Rolling Thunder, 1977) jako Maxwell
- Forever Fernwood (1977-1978) jako Merle Jeeter
- Maneaters Are Loose! (1978) jako McCallum
- More Than Friends (1978) jako Joshua 'Josh' Harrington
- Czterdziestka z North Dallas (North Dallas Forty, 1979) jako Emmett
- Od dziewiątej do piątej (Nine to Five, 1980) jako Franklin Hart Jr
- Pray TV (1980) jako Marvin Fleece
- Melvin i Howard (Melvin and Howard, 1980) jako sędzia Keith Hayes
- Nothing Personal (1980) jako Tom Dickerson
- Jak zmniejszyć wysokie koszty życia (How to Beat the High Co$t of Living, 1980) jako Jack Heintzel
- Głowa nie od parady (Modern Problems, 1981) jako Mark
- Callie & Son (1981) jako Randall Bordeaux
- Nad złotym stawem (On Golden Pond, 1981) jako Bill Ray
- Tootsie (1982) jako Ron
- Zakochani młodzi lekarze (Young Doctors in Love, 1982) jako dr Joseph Prang
- Buffalo Bill (1983-1984) jako Bill Bittinger
- Gry wojenne (WarGames, 1983) jako McKittrick
- Płaszcz i szpada (Cloak & Dagger, 1984) jako Hal Osborne / Jack Flack
- Człowiek w czerwonym bucie (The Man with One Red Shoe, 1985) jako Cooper
- Fresno (1986) jako Tyler Cane
- Murrow (1986) jako CBS Chairan William Paley
- The Slap Maxwell Story (1987-1988) jako 'Slap' Maxwell
- Nakaz milczenia (Sworn to Silence, 1987) jako Martin Costigan
- Dziennik sierżanta Fridaya (Dragnet, 1987) jako Jerry Caesar
- Guilty of innocence:The lenell geter story (1987) jako Ed Sigel
- Koń mądrzejszy od jeźdzca (Hot to Trot, 1988) jako Walter Sawyer
- Maybe Baby (1988) jako Hal
- Oddajcie mi dziecko (Baby M, 1988) jako Gary Skoloff
- Na zawsze (Maybe Baby, 1989) jako Hal
- Gdzie serce twoje (Where the Heart Is, 1990) jako Steward Mc Bain
- Wyścig z czasem (Short time, 1990) jako Burt Simpson
- Never Forget (1991) jako William Cox
- Columbo – odc. Śmierć gwiazdy rocka (Columbo and the Murder of a Rock Star, 1991) jako Hugh Creighton
- Drexell's Class (1991-1992) jako Otis Drexell
- Całuję czułki, pani Applegate (Meet the Applegates, 1991) jako Aunt Bea
- Brudne pieniądze (There Goes the Neighborhood, 1992) jako Jeffrey Babitt
- Bogate biedaki (The Beverly Hillbillies, 1993) jako pan Drysdale
- Amos i Andrew (Amos & Andrew, 1993) jako Chief of Police Cecil Tolliver
- Texan (1994) jako Richard Williams
- Madman of the People (1994-1995) jako Jack 'Szaleniec' Buckner
- Wymuszony kompromis (Judicial Consent, 1994) jako Charles Mayron
- Clifford (1994) jako Gerald Ellis
- Porywacz (In the Line of Duty: Kidnapped, 1995) jako Arthur Milo
- Jumanji (1996-1999) jako Ashton Philips (głos) (gościnnie)
- Devil's Food (1996) jako Seymour Kecker
- Jak kochają czarownice (Amour de sorcière, Un, 1997) jako Joel
- Byle do przerwy (Recess, 1997-2001) jako dyrektor Peter Prickly (głos)
- My Date with the President’s Daughter (1998) jako prezydent Richmond
- Masz wiadomość (You've Got Mail, 1998) jako Nelson Fox
- Dociekliwy detektyw (Exiled, 1998) jako Stober
- Target Earth (1998) jako senator Ben Arnold. wujek Sama
- Stuart Malutki (Stuart Little, 1999) jako dr Beechwood
- Porwany (Taken, 1999) jako Ethan Grover
- Inspektor Gadżet (Inspector Gadget, 1999) jako chief Quimby
- Giving It Up (1999) jako Johnathan Gallant
- Jak poślubić miliarderkę (How to Marry a Billionaire: A Christmas Tale, 2000) jako John Kennedy
- Kiss My Act (2001) jako Henry
- Obrońca (The Guardian, 2001-2004) jako Burton Fallin
- Wakacje. Żegnaj szkoło (Recess: School's Out, 2001) jako Vance Prickly (głos)
- Mila księżycowego światła (Moonlight Mile, 2002) jako Mike Mulcahey
- The Perfect Pitch (on sam, 2002)
- The Climb (2002) jako Mack
- Where the Red Fern Grows (2003) jako dziadek
- Hard Four (2005) jako Spray Loomis
- Alex (Courting Alex, 2006) jako Bill Rose / Jack Atwell